# آخرالزمان لطفاً
«آخرالزمان لطفاً» (به انگلیسی: Apocalypse Please) تک‌آهنگی از میوز است که در سال ۲۰۰۴ میلادی منتشر شد. این تک‌آهنگ در آلبوم آمرزش (آلبوم) قرار داشت.